# Butter
Butter é um filme de comédia estadunidense de 2011, dirigido por Jim Field Smith, escrito por Jason Micallef e estrelado por  Jennifer Garner, Ty Burrell, Olivia Wilde, Rob Corddry, Ashley Greene, Alicia Silverstone e Hugh Jackman. Foi lançado nos cinemas norte-americanos em 5 de outubro de 2012 e nos cinemas brasileiros em 19 de julho de 2013.

## Enredo
Bob Pickler (Ty Burrell) tinha ganho todos os 15 concursos anteriores de esculturas feitas de manteigas. Por causa deste domínio, ele foi convidado a deixar-se da competição para dar chances a outros de competir. A esposa de Bob, Laura Pickler (Jennifer Garner) é excessivamente competitiva e muito ambiciosa, e fica com muita raiva quando recebe a notícia que seu marido estava excluído da competição.
Ela chega até mesmo a fazer uma manifestação próximo a casa do organizador do evento. Mas logo depois decide inscrever-se na competição, estando muito positiva a respeito da vitória. É quando Laura se depara com Destiny (Yara Shahidi), uma garota super desafiante, que logo se torna sua maior rival na competição.

## Elenco
- Jennifer Garner como Laura Pickler[3]
- Yara Shahidi como Destiny[3]
- Ty Burrell como Bob Pickler[3]
- Olivia Wilde como Brooke[3]
- Rob Corddry como Ethan Emmet[3]
- Ashley Greene como Kaitlin Pickler[3]
- Alicia Silverstone como Jill Emmet[3]
- Hugh Jackman como Boyd Bolton[3]
- Kristen Schaal como Carol-Ann Stevenson[3]
- Corena Chase como Sr. Schram[3]
- Brett Hill como Hayden[3]